# Casa (Arkansas)
Casa es un pueblo ubicado en el condado de Perry en el estado estadounidense de Arkansas. En el Censo de 2010 tenía una población de 209 habitantes y una densidad poblacional de 73,23 personas por km².

## Geografía
Casa se encuentra ubicado en las coordenadas 35°1′30″N 93°2′42″O / 35.02500, -93.04500. Según la Oficina del Censo de los Estados Unidos, Casa tiene una superficie total de 2.85 km², de la cual 2.85 km² corresponden a tierra firme y (0.09%) 0 km² es agua.

## Demografía
Según el censo de 2010, había 209 personas residiendo en Casa. La densidad de población era de 73,23 hab./km². De los 209 habitantes, Casa estaba compuesto por el 100% blancos.